# Протестантизм во Франции
Протестантизм во Франции — одно из направлений христианства в стране. По данным исследовательского центра Pew Research Center в 2010 году во Франции проживало 1,12 млн протестантов, которые составляли 1,8 % населения этой страны. «Энциклопедия религий» Дж. Г. Мелтона в 2010 году насчитала во Франции 1,35 млн протестантов.
В 2001 году в стране действовало 3,65 тыс. протестантских приходов. В ходе недавних исследований установлено, что 39 % французских протестантов регулярно участвуют в жизни своих приходов. При этом, еженедельно богослужения посещают лишь 8 — 9 % реформатов и лютеран, тогда как среди евангельских христиан и пятидесятников эта цифра достигает 65 %.
Доля протестантов среди французов весьма незначительна. Существенный процент протестанты составляют среди живущих во Франции немцев, англичан, голландцев, американцев, швейцарцев, датчан, шведов, корейцев. Растущую группу прихожан пятидесятнических церквей представляют обращённые в протестантизм цыгане.
Исследование, проведённое в 2006 году, показало незначительное увеличение числа французских протестантов. Связано это с ростом евангельских церквей, в первую очередь — африканского происхождения.

## Исторический обзор
На территорию современной Франции христианство проникло уже в I веке; к 150 году в Лионе действовала крупная христианская община. Важными событиями в христианской истории страны были массовое крещение при Хлодвиге, проповедь Колумбана и Бонифация. В XII веке на юге Франции появляются религиозные движения вальденсов и катаров, предвосхитившее некоторые идеи Реформации.

### Церкви Реформации
Первые протестанты появились во Франции в начале 1520-х годов. Идеи Реформации проникали в страну как из Германии, так и из франкоговорящей Швейцарии. Несмотря на последовавшие запреты, преследования и массовые казни, гугенотская община Франции росла. К 1557 году 35 % населения Франции были гугенотами, в стране действовало 2 тыс. протестантских церквей; в протестантизм перешли и некоторые члены королевской семьи. В 1562 году серия насильственных инцидентов, в том числе резня в Васси спровоцировала начало первой из многочисленных гугенотских войн. Одним из самых известных эпизодов противостояния католиков и гугенотов Франции стала Варфоломеевская ночь, жертвами которой были 30 тыс. протестантов. Тридцатилетний период религиозных войн во Франции был завершён Нантским эдиктом, даровавшим 1,25 млн гугенотам вероисповедные права. Эдикт был отменён Людовиком XIV в 1685 году. Только в 1787 году при Людовике XVI вышел новый указ о веротерпимости. Вскоре после этого были вновь открыты протестантские церкви.
Около 1580 года во Франции появляется первая община Англиканской церкви.
После завершения Тридцатилетней войны, в состав Франции вошёл Эльзас, на территории которого проживали меннониты. В конце XVII века среди меннонитов проповедовал Якоб Амман; его проповедь привела к созданию общин Амишей.
В 1938 году от Реформаторской церкви откололась часть общин, создавших Национальный союз независимых евангельских реформаторских церквей. В 2009 году организация сменила название на Национальный союз евангельских протестантских реформаторских церквей Франции.
В 1970 году студенты из Мадагаскара, бывшие на родине прихожанами Церкви Иисуса Христа на Мадагаскаре и Малагасийской лютеранской церкви, основали Малагасийскую протестантскую церковь во Франции.
В 2006 году, в результате слияния Евангелической церкви аугсбургского вероисповедания Эльзаса и Лотарингии и Протестантской реформаторской церкви Эльзаса и Лотарингии был образован Союз протестантских церквей Эльзаса и Лотарингии.
В 2013 году, после шестилетних переговоров, Реформаторская и Лютеранская церкви создали Объединённую протестантскую церковь Франции.

### Постреформационные движения
Первый методистский миссионер прибыл во Францию из Англии в 1791 году. Церкви, созданные его служением, просуществовали вплоть до Второй мировой войны, пока большая часть из них не вошла в состав Реформаторской церкви Франции. В 1868 году методистская церковь образовалась в Страсбурге, положив начало современному Союзу евангельских методистских церквей Франции.
В 1810 году во Французской Фландрии образовалась группа верующих, самостоятельно изучавших Библию. В 1819 году баптист Генри Пайт организовал среди них первую церковь. В 1835 году в Дуэ был построен первый баптистский храм. В 1919 году в стране была образована Французская баптистская федерация. Уже через два года из неё вышли шесть церквей, сформировав Ассоциацию евангельских церквей баптистов (В начале XXI века в Ассоциацию влился Евангельский баптистский альянс севера и востока Парижа). В 1962 году американская ассоциация консервативных баптистов начала церковь в Париже. В 1967 году было образовано Евангельское сообщество независимых баптистов, объединившее различные баптистские независимые общины.
В 1834 году в стране начинают миссионерскую деятельность дарбисты.
В 1874 году Джон Эндрюс стал проповедовать адвентизм среди франкоязычных жителей Швейцарии. Также, адвентизм начинает распространяться в Эльзасе, в то время принадлежавшем Германии. В 1907 году была создана Французская конференция церкви адвентистов седьмого дня, объединившая 16 церквей с 227 членами.
В 1881 году в Париже начала служение Армия Спасения. В 1931 году французские власти зарегистрировали Армию Спасения как ассоциацию социального служения. Во времена режима Виши организация была запрещена; в 1944 году майор Армии Спасения Жорж Фландре, участник Сопротивления, был расстрелян. После войны организацию возглавил Уиклиф Бут, внук основателя Армии Спасения.
После геноцида армян во Францию бежало большое количество представителей этого народа, среди которых было немало протестантов — потомков духовного возрождения армян в середине XIX века. В 1920 году армяне-протестанты создали первую церковь, в 1924 году — Союз армянских евангелических церквей Франции. Союз относится к конгрегационалистскому типу протестантизма.
В 1930 году англичанин-пятидесятник Дуглас Скотт прибыл во Францию, чтобы изучить французский язык и в дальнейшем отправиться миссионером во французское Конго. И хотя к тому времени в стране уже существовали пятидесятнические общины (так, в 1926 году Томас Робертс начал в Париже общину Апостольской церкви), именно с именем Скотта связывают массовое распространение пятидесятничества во Франции. Основанная им в 1932 году в Гавре община вскоре станет частью Ассамблей Бога, а сам Скотт останется служить во Франции. К 1937 году в стране будут открыты 26 церквей Ассамблей Бога, в 1947 — 60.
В 1952 году в Бресте пастор Ассамблей Бога Клемент Ле Коссек основал Евангелическую миссию среди цыган «Жизнь и свет». Последовавшее пробуждение среди цыган, сопровождавшееся массовыми обращениями, исцелениями и социальными преобразованиями, позже назовут «крупнейшим пробуждением в послевоенной Европе». Под руководством Лё Коссека «Жизнь и свет» расширит географию своего служения, открыв филиалы в Испании, Великобритании, Индии, Северной и Южной Америке.
После Второй мировой войны во Франции возникает ряд местных пятидесятнических церквей. В 1963 году Альдо Бензи основал Евангелическую миссионерскую церковь Безансона. В 1975 году выходцы из Ассамблей Бога объединились в Федерацию свободных пятидесятнических церквей. В 1990 году она была переименована в Федерацию церквей полного Евангелия во Франции, в 2009 году — в Федерацию франкоязычных церквей полного Евангелия. В 1983 году была создана Федерация баптистских харизматических церквей. В 1987 году в Мюлузе была основана независимая полноевангельская церковь «Открытая дверь христиан», ставшая впоследствии одной из крупнейших французских мегацерквей. В 1989 году возник Союз миссионерских церквей, в 1990 году Винсент Эстерман основал Союз протестантских общин на миссии. В 1996 году Пьер Ланнуа основал Союз независимых пятидесятнических церквей.
Пятидесятничество широко распространяется среди иммигрантов во Франции, в первую очередь африканцев и выходцев из Антильских островов. В 1989 году португалец Нуно Педро, бывший пастор Ассамблей Бога, начал служение среди парижских иммигрантов. Результатом его служения стала христианская церковь «Харизма», являющаяся крупнейшей французской мегацерковью. В 1993 году переселенцами из Ганы в стране был создан филиал Церкви Пятидесятницы; чуть позже выходцы из Нигерии сформировали Искупленную церковь.
После Второй мировой войны во Францию проникли и другие конфессии. Так, в 1962 году среди беженцев из Юго-Восточной Азии начал служение Христианский и миссионерский альянс. Возникали и независимые евангельские церкви, такие как Альянс независимых евангельских церквей Франции (1952) и Франция за Христа (1977).
В 1990-х годах, после массового самоубийства членов небольшой эзотерической секты «Храм Солнца», французское правительство пересмотрело список опасных культов, в результате чего в нём оказались некоторые евангельские церкви. В 2007 году правительство признало список устаревшим.

## Современное положение
Крупнейшей протестантской церковью Франции является Объединённая протестантская церковь Франции, созданная в 2013 году слиянием реформатских и лютеранских общин. Церковь сообщает о 400 тыс. приверженцах и 1 тыс. мест богослужений. В церкви ок. 500 пасторов, треть из которых — женщины.
Ещё одна крупная объединённая церковь — это Союз протестантских церквей Эльзаса и Лотарингии (210 тыс. верующих, 247 приходов). К объединённым протестантским церквам также можно отнести и Малагасийскую протестантскую церковь Франции (10 тыс.). В стране также действует ряд немногочисленных независимых лютеранских и реформатских церквей. Это Евангелическая лютеранская церковь Франции (35 тыс.), Национальный союз евангельских протестантских реформатских церквей Франции (10 тыс.), Евангелическая лютеранская церковь — Синод Франции (1 тыс.) и др.
Самой быстрорастущей христианской конфессией страны называют пятидесятников. В 1981 году во Франции было 25 тыс. пятидесятников, к 2001 году эта цифра достигла 307 тыс. человек. Самый крупный пятидесятнический союз — Евангелическая цыганская миссия «Жизнь и свет» объединяет до 130 тыс. человек. Церковь Ассамблей Бога во Франции владеет сетью из 743 приходов, прихожанами которых являются 60,6 тыс. человек. Среди других международных пятидесятнических союзов следует назвать Апостольскую церковь (3,1 тыс.), Церковь Бога (1,1 тыс.), Объединённую пятидесятническую церковь (1 тыс.), Христианские конгрегации Франции (10 приходов), Церковь четырёхстороннего Евангелия (8 приходов), Церковь «Елим» (8 приходов), Церковь Бога пророчеств (5 приходов). Движение Хиллсонг имеет во Франции базовую церковь в Париже (1,8 тыс.) и филиал в Лионе. Ряд пятидесятнических церквей возникли в самой Франции — это Федерация франкоязычных церквей полного Евангелия (10 тыс.), Федерация баптистских харизматических церквей (4 тыс.), Союз миссионерских церквей (2 тыс.), Союз протестантских общин на миссии (2 тыс., 27 церквей), Союз евангельских церквей пробуждения (2 тыс.), Союз независимых пятидесятнических церквей (1 тыс., 20 церквей). Отдельную группу составляют иммигрантские пятидесятнические церкви — такие как Искупленная церковь (20 приходов) или Церковь Пятидесятницы (20 приходов). Иммигранты составляют большинство и в крупнейшей французской мегацеркви — парижской христианской церкви «Харизма» (12 тыс. прихожан). В стране также действуют многочисленные независимые пятидесятнические общины, такие как полноевангельская мегацерковь «Открытая дверь христиан» в Мюлузе (2,2 тыс. прихожан) и др.
Самой крупной организацией баптистов является Федерация евангельских баптистских церквей (6,5 тыс. членов; 116 общин). Федерация является единственным баптистским союзом страны, входящим во Всемирный баптистский альянс и Европейскую баптистскую федерацию. Также, во Франции действуют объединение Независимых баптистских церквей (4 тыс. прихожан), Ассоциация евангельских баптистских церквей (2,2 тыс. прихожан, 49 общин), Консервативная баптистская церковь (1 тыс. прихожан) и др. В 1981 году во Франции было 20 тыс. баптистов.
Во Франции действует несколько церквей плимутских братьев, самые крупные из них — Собрание братьев (23 тыс., «закрытые» дарбисты) и Евангельские собрания Франции (7 тыс., «открытые» братья).
Англиканская церковь объединяет 20 тыс. верующих. Общины Новоапостольской церкви посещают 18 тыс. прихожан. Членами церкви адвентистов седьмого дня являются 12,6 тыс. человек (110 церквей). Среди других союзов и конфессий следует назвать Союз евангельских методистских церквей Франции (2,35 тыс.), Ассоциацию евангельских церквей меннонитов (2,1 тыс. членов в 32 общинах), Учеников Христа (2 тыс.), Христианский и миссионерский альянс (1,6 тыс., 23 церкви), Армию Спасения (1,4 тыс., 36 церквей), Союз армянских евангелических церквей (1 тыс.), назарян (ок. 400 прихожан, 6 церквей) и квакеров (60 человек).

## Экуменическое движение
В 1905 году в стране была создана Федерация протестантов Франции. В настоящий момент федерация объединяет более 30 протестантских союзов страны, прихожанами которых являются 800 тыс. человек.
Часть протестантских церквей входят в Национальный совет церквей Франции (основан в 1987 году) и Всемирный совет церквей. Евангельские церкви Франции также объединены в Национальный совет евангельских церквей, связанный со Всемирным евангельским альянсом.